# De twee gebroeders (sprookje)
De twee gebroeders of De twee broers is een sprookje, opgetekend door de gebroeders Grimm in hun Kinder- und Hausmärchen als KHM60. De oorspronkelijke naam is Die zwei Brüder. Het is het langste sprookje in de collectie van de gebroeders Grimm.

## Het verhaal
Er zijn een goede arme broer die bezembinder is, en een slechte rijke broer die goudsmid is. De arme broer heeft kinderen, een tweeling en deze broers krijgen soms voedselrestjes van de rijke broer. De arme broer ziet op een dag een prachtige vogel van goud en er valt een gouden veer naar beneden. Hij geeft hem aan zijn broer en krijgt veel geld, en vindt de volgende dag het nest van de vogel. Hij neemt een ei mee en de goudsmid wil de vogel zelf. De arme man gaat voor een derde keer naar het bos en neemt de vogel mee en krijgt een grote berg goud als beloning. De goudsmid laat zijn vrouw de vogel braden, als men de lever en het hart van deze vogel eet vind je elke dag een goudstuk onder je kussen.
De kinderen van de bezembinder komen in de keuken en eten van de lever en het hart, want deze vallen uit de vogel. De vrouw ziet het en slacht snel een haantje en stopt het hart en de lever in de gouden vogel. De goudsmid krijgt geen goudstukken, maar de tweeling wel. De broer vertelt het aan de goudsmid en deze wil wraak, hij vertelt dat het goud van de duivel komt en stookt zijn broer op. De vader laat zijn kinderen bedroefd achter in het bos, omdat hij bang is voor de duivel. De tweeling ontmoet een jager en deze neemt ze op in zijn huis, ze leren het jagersvak en hij bewaart de goudstukken.
De pleegvader neemt de jongens mee naar het bos en ze schieten op sneeuwganzen die in de vorm van een driehoek vliegen, de proef wordt volbracht. Daarna schieten ze op een groep in de vorm van het cijfer twee en ook de andere jongen haalt zijn opdracht. De jongens gaan op weg en nemen afscheid van hun pleegvader, ze krijgen elk een jachtgeweer en een hond en het geld. Ze krijgen nog een blank mes en de broers kunnen aan het mes zien hoe het de andere broer vergaat. Als het roest, is de broer gestorven. De jongens krijgen honger en willen een haas schieten, maar deze vraagt hem te sparen. Hij zal ze twee jongen geven, maar deze zijn te vrolijk en lief en de jagers hebben medelijden.
Ook een vos vraagt om zijn leven en biedt twee kleine vosjes aan, maar ook hier krijgen de jagers medelijden mee en schieten niet. Dit gebeurt ook bij een wolf, een beer en een leeuw en het gezelschap volgt de jagers. De vos zegt dat er in het dorp kippen zijn en de broers kopen eten en geven hun dieren voer. Het gezelschap kan geen werk vinden en gaat uit elkaar, ieder krijgt een leeuw, een beer, een wolf, een vos en een haas. Ze steken het mes van hun pleegvader in een boom en de jongste broer komt in een stad met zwarte floersen. In de herberg geeft de broer eerst de dieren voedsel en vraagt dan waarom de rouwstemming is.

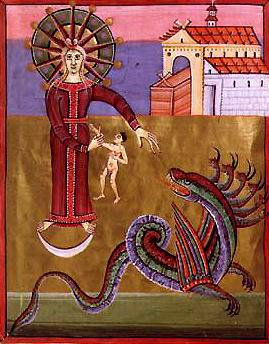
De vrouw en de zevenkoppige draak, Bamberger Apokalypse, ca. 1000

De herbergier vertelt dat de enige dochter van de koning de volgende dag sterven zal. Ze wordt geofferd aan de draak in de berg buiten de stad. Als een ridder de draak kan doden, zal hij de koningsdochter als vrouw krijgen. De broer beklimt de drakenberg en ziet een altaar bij een klein kerkje. Er staan drie volle bekers waarmee je de sterkste man ter wereld wordt. Er ligt een zwaard bij de drempel en deze kan nu opgepakt worden door de jager en hij ziet hoe de koningsdochter naar de drakenberg wordt gebracht. De jager brengt de vrouw naar de kerk en sluit haar op en al snel komt de zevenkoppige draak aangesneld.
De dieren helpen in het gevecht en de jager slaat drie koppen af, waarna de draak vuur spuwt. Maar opnieuw slaat de jager drie koppen af en het dier zakt neer en zijn staart wordt afgehakt. De dieren maken het monster af, omdat de jager te moe is. De koningsdochter doet haar koralen halsketting af en verdeelt die onder de dieren als beloning. De leeuw krijgt het gouden slotje en haar zakdoek geeft ze aan de jager, die er de tongen van de zeven drakenkoppen inwikkelt. Het paar gaat slapen en ze laten de leeuw waken, maar deze vraagt de beer. De beer vraagt wolf en deze de vos, die de haas vraagt te waken. De haas heeft niemand om te vragen en valt ook in slaap.
De maarschalk ziet geen draak met de koningsdochter en gaat de berg op. Hij ziet iedereen slapen en hakt het hoofd van de jager af en draagt de koningsdochter naar beneden. Hij dwingt haar te vertellen dat hij de draak heeft gedood, anders zal ze sterven. De koning is blij zijn dochter levend terug te zien en de koningsdochter dwingt dan af dat de bruiloft pas over een jaar zal zijn. Een hommel vliegt naar de haas en wordt weggeveegd in zijn slaap. Als het dier de derde keer terugkomt, wordt de haas pas wakker na een prik in zijn neus. Alle dieren worden na elkaar wakker gemaakt en de leeuw begint te brullen als hij ziet wat er gebeurd is.
De dieren willen de haas doden, maar deze zegt hun meester weer levend te kunnen maken. Hij kent een berg met een wortel die alle ziekten en verwondingen geneest. De haas gaat op weg en komt terug met de wortel, de leeuw zet het hoofd weer op de jager en hij leeft. Maar het hoofd zit verkeerd op de romp en de leeuw herstelt dit en geeft opnieuw de levenswortel. De jager laat zijn dieren voor de mensen dansen en is bedroefd. Hij komt in de stad en ziet rood scharlaken, hij hoort dat de koningsdochter zal trouwen. De jager zegt tegen de waard dat hij van de koninklijke tafel zal eten en wedt honderd goudstukken. De haas moet brood halen en wordt gevolgd door jachthonden, maar hij kan zich verstoppen in een schildwachthuisje.
De haas krabbelt drie keer aan de voet van de koningsdochter en ze herkent hem aan de halsketting. Hij vertelt dat zijn meester terug is en dat hij brood moet halen en laat de bakker meelopen, zodat hij niet opnieuw wordt lastiggevallen door de honden. Dan laat de jager zijn vos ook vlees van de koninklijke tafel halen en ook dit lukt, de koningsdochter laat de kok meelopen. De wolf haalt groente en de beer suikergoed, hij moet wel de schildwachten neerslaan. De leeuw drinkt zichzelf graag een roes en moet van de jager wijn gaan halen bij de koninklijke tafel. De mensen op straat vluchten en de schildwachten ook, de leeuw wordt herkend door het gouden slotje en de koningsdochter geeft hem wijn.
De leeuw proeft eerst van de wijn en merkt dat dit niet de juiste is, ook uit het tweede vat komt geen wijn zoals de koning het drinkt. Het derde vat uit een klein bijzonder keldertje proeft wel goed en de leeuw laat zes flessen vullen. De jager eet en pakt de zakdoek met de zeven drakentongen en wed duizend goudstukken dat hij nu zal trouwen met de koningsdochter. De koning vraagt zich af wat al die dieren in zijn paleis deden en de koningsdochter zegt dat hij de meester van de dieren moet laten halen. De jager wordt uit de herberg gehaald en wint de weddenschap, maar wil eerst koninklijke kleding en een wagen met zes paarden.
De maarschalk herkent de jager niet en dan stopt de jager de tongen in de koppen van de draak. Hij laat de zakdoek zien en de naam van de koningdochter is hierop geborduurd. De dieren geven de delen van de halsketting terug en de leeuw geeft het gouden slotje, waarna de jager vertelt dat de maarschalk zijn hoofd heeft afgehakt. De maarschalk wordt door vier ossen in stukken getrokken, nadat hij door twaalf raadsheren berecht is. De jager wordt stadhouder van het hele rijk en de bruiloft wordt gevierd. De jongen laat zijn vader en pleegvader halen en vergeet de waard ook niet. Hij laat hem komen en zegt dat hij recht heeft op zijn huis en hof, waarna de waard bekend de weddenschap verloren te hebben.
De jongen laat de waard zijn eigendom houden en geeft de duizend goudstukken ook. De koning gaat vaak met zijn dieren jagen en ziet een sneeuwwitte hinde. Hij komt niet terug en zijn mannen gaan naar de koningin en vertellen dat haar man in het toverbos is achtergebleven. De koning is diep in het bos en blaast op zijn jachthoorn, maar niemand hoort het. Hij maakt een vuur en hoort een stem en ziet een oude vrouw in het bos, ze heeft het koud. Het is een heks en ze zegt dat ze bang is, de koning moet zijn dieren met een takje slaan. Hij doet dit, waarna ze in steen veranderen. De heks verandert de koning ook in steen en sleept ze in een kuil met andere stenen.
De koningin is erg bezorgd als de andere broer uit het oosten in het koninkrijk aankomt, hij heeft geen werk gevonden en dieren laten dansen. Hij gaat naar de boom en ziet dat het mes in het westen verroest is. Hij wil zijn broer redden en de schildwacht denkt dat hij de koning is, omdat hij zoveel op hem lijkt. De koningin brengt hem naar het koninklijke bed en hij legt een tweesnijdend zwaard tussen hem en de jonge koningin. Hij gaat naar het toverbos en volgt de witte hinde ook en ziet de heks in de boom. Hij vertrouwt de vrouw niet en zegt dat hij zijn dieren niet met een stok zal slaan. Hij schiet met loden kogels en dit heeft geen effect, waarna hij zijn zilveren knopen van zijn jas halt. De heks wordt nu wel geraakt en valt uit de boom, waarna ze vertelt dat de broer met zijn dieren versteend in een kuil ligt.
De broer dwingt de heks de stenen aan te raken en de broer en de dieren komen weer tot leven, ook veel kooplui, ambachtslieden, herders en anderen staan weer op. De broers verbranden de heks en het wordt licht in het bos. Ze gaan naar het paleis en de jongste vertelt dat hij stadhouder is, waarna de oudste antwoord dat hij dit al door had omdat hij zelf voor hem werd aangezien. De jongste wordt jaloers omdat hij denkt dat zijn broer met zijn vrouw heeft geslapen en hakt het hoofd af, maar krijgt berouw. Hij laat zijn haas de levenswortel halen en de broer merkt niks van zijn wond.
De tweelingbroers besluiten tegelijk door twee verschillende poorten de stad in te gaan samen met hun dieren. De oude koning krijgt bericht van twee afzonderlijke schildwachten en snapt niet hoe dit kan. Beide gezelschappen komen in het paleis. De koningsdochter herkent haar man niet, maar ziet dan het gouden slotje bij de leeuw. Als de koning met zijn vrouw in bed ligt, vraagt ze waarom hij de laatste dagen een tweesnijdend zwaard tussen hen in legde. Pas dan beseft hij hoe trouw zijn broer is geweest.

## Achtergronden bij het sprookje

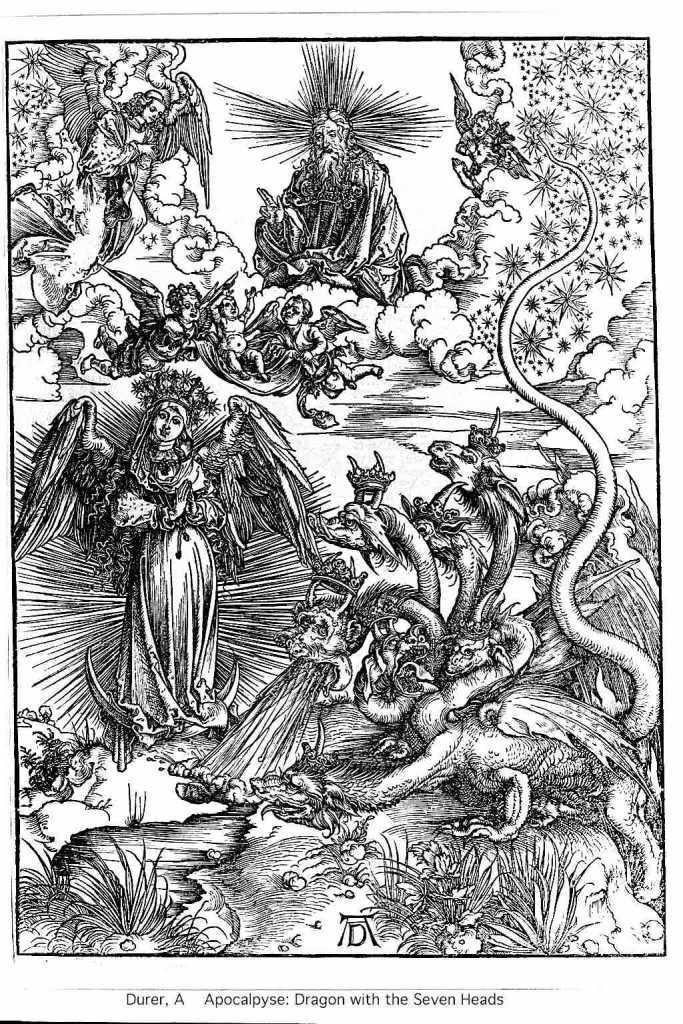
Apocalypse of St John, The Dragon with the Seven Heads

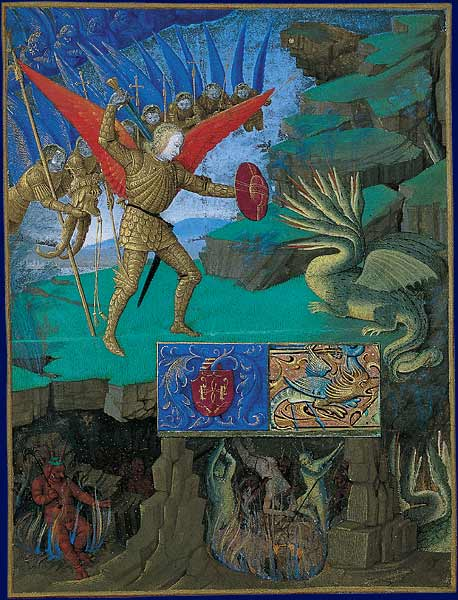
Sint Michael en de zevenkoppige draak

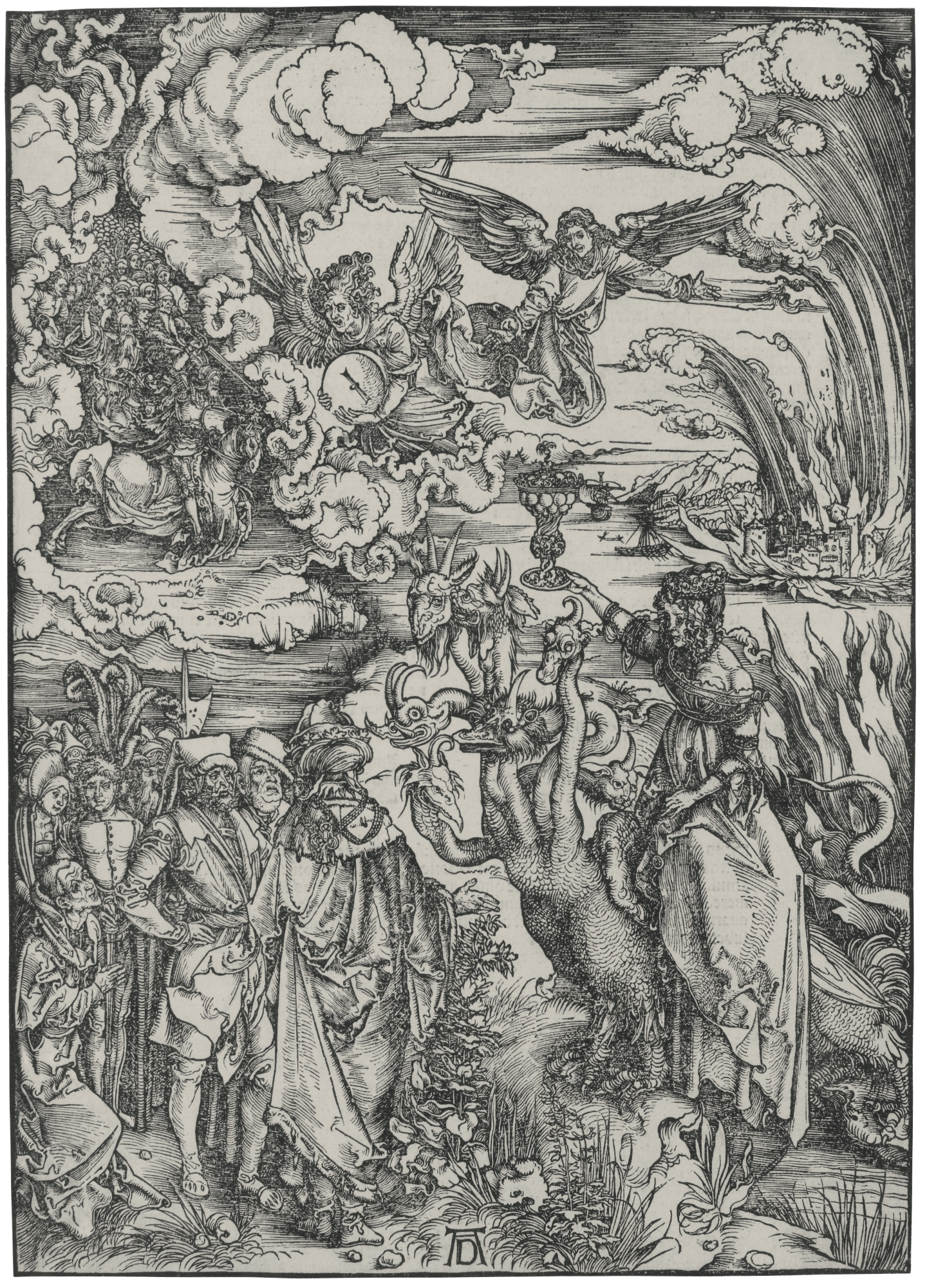
De Hoer van Babylon rijdt op een zevenkoppige draak

- Het sprookje komt uit Paderborn en Hessen.
- Het verhaal kwam in heel Europa voor, ook in delen van Azië en Afrika.
- In het Oud-Javaanse Kakawin Ramayana volgen Rama en zijn broer Laksmana een hert met gouden vacht en verdwijnen in het bos, Rama's vrouw is Sita wordt door de tienkoppige Ravana ontvoerd. Ook deze broers worden verstoten en krijgen hulp van dieren.
- Het sprookje wordt beheerst door het tweeling-motief.
- In een versie uit Zwehrn vragen dieren tijdens de bruiloft om hun hoofd af te hakken, waarna ze verlost zijn. Dit sprookje wijkt ook op andere onderdelen af.
- Het verhaal is bijzonder rijk aan beelden.
- De geluksvogel is ook in oude Indische sprookjesverzamelingen te vinden, hij treedt ook op in De groente-ezel (KHM122).
- De strijd met de draak heeft waarschijnlijk een mythische achtergrond. Er zijn vele verhalen over de strijd met een (zevenkoppige) draak. Ook de Hoer van Babylon wordt beschreven als zevenkoppige draak. In de Bijbel wordt de zevenkoppige draak genoemd in Openbaring van Johannes. Zie ook De draak met de zeven koppen.
- De legende van Sint Joris en de draak wordt in het Limburgse Beesel, eens in de zeven jaar uitgevoerd in een schouwspel genaamd het Draaksteken.
- Zie ook Trojaburg.
- Goud in sprookjes staat symbool voor wijsheid.
- Het zwaard (tussen held en prinses) symboliseert kuisheid en is ook in de Siegfried-sage te vinden.
- Een gouden vogel komt ook voor in De gouden vogel (KHM57) en Walewein en het schaakbord
- Het dier als helper komt in heel veel sprookjes voor;
  - drie raven in De trouwe Johannes (KHM6)
  - een bij in De bijenkoningin (KHM62) en De twee reisgezellen (KHM107)
  - duiven in Assepoester (KHM21), De drie talen (KHM33) en De oude vrouw in het bos (KHM123)
  - een eend in Hans en Grietje (KHM15), De bijenkoningin (KHM62) en De twee reisgezellen (KHM107)
  - een geit in Eenoogje, tweeoogje en drieoogje (KHM130)
  - een haan in De drie gelukskinderen (KHM70)
  - een hond in De drie talen (KHM33) en De oude Sultan (KHM48)
  - een kat in De drie gelukskinderen (KHM70) en De arme molenaarsknecht en het katje (KHM106)
  - een leeuw in De twaalf jagers (KHM67) en De koningszoon die nergens bang voor was (KHM121)
  - mieren in De witte slang (KHM17) en De bijenkoningin (KHM62)
  - een ooievaar in De twee reisgezellen (KHM107)
  - een paard in De ganzenhoedster (KHM89)
  - een pad in De drie veren (KHM63) en De ijzeren kachel (KHM127)
  - een raaf in De witte slang (KHM17) en Het boerke (KHM61)
  - een schimmel in Fernand getrouw en Fernand ontrouw (KHM126)
  - een slang in De drie slangenbladeren (KHM16) en De witte slang (KHM17)
  - een veulen in De twee reisgezellen (KHM107)
  - een vis in De witte slang (KHM17), Van de visser en zijn vrouw (KHM19), De goudkinderen (KHM85), Fernand getrouw en Fernand ontrouw (KHM126) en Het zeehaasje (KHM191)
  - een vogel in Assepoester (KHM21), De drie talen (KHM33) en De roversbruidegom (KHM40)
  - een vos in De gouden vogel (KHM57) en Het zeehaasje (KHM191)
  - een wolf in De oude Sultan (KHM48)
- Verstening komt ook voor in De trouwe Johannes (KHM6), De goudkinderen (KHM85) en De twee koningskinderen (KHM113). Ook de wolf versteent in een versie van De wolf en de zeven geitjes. Zie ook De Didibri-Draken.
- Het bewijs van het doden van een draak door het tonen van tongen komt ook voor bij Tristan en Isolde en De volleerde jager (KHM111). In andere sprookjes gaat het om de tong van een reus, zoals in Keloglan trekt eropuit om de man te worden van de reuzin.
- Bloedbroederschap komt ook voor in Het water des levens (KHM97)
- In meerdere sprookjes komen voorwerpen voor waarmee men kan zien hoe het met een persoon gaat, in De goudkinderen (KHM85) is dit een lelie.
- Ook in Het aardmanneke (KHM91) komen veelkoppige draken voor, in De draak met de zeven koppen uit Turkije zijn ook meerdere zevenkoppige draken.
- In De zeven Zwaben (KHM119) zien zeven Zwaben een haas aan voor een draak.